# François-Pierre-Louis de la Motte-Baracé de Senonnes
François-Pierre-Louis de la Motte-Baracé de Senonnes, marquis de Senonnes, né le 5 mars 1758 à Senonnes, est un militaire et aristocrate français, mort guillotiné pendant la Révolution française le 7 avril 1794 à Paris.

## Biographie
Fils de Pierre-Louis de la Motte-Baracé, marquis de Senonnes, capitaine de l'infanterie du régiment du Roi, décédé le premier octobre 1758 à Senonnes, et de Françoise-Catherine de Rieux.
Seigneur de Senonnes,, il épouse Suzanne Drouillard le 8 février 1779 à Nantes (St-Nicolas), créole née à Saint-Domingue, elle était la fille de Jean-Vincent Drouillard (1711-1786), riche planteur et marchand d'esclaves, et de Marie Jeanne Turbé. De cette union sont issus; Pierre-Vincent-Gatien de la Motte-Baracé de Senonnes et Alexandre de la Motte-Baracé de Senonnes.
Le 21 décembre 1776, il reçoit du roi le brevet de cadet dans le régiment de Rohan-Soubize ; il passera en 1778 sous-lieutenant puis capitaine,.
En sa qualité de marquis de Senonnes, il fut gardien de la noblesse d’Anjou et admis aux honneurs de la Cour. Le 24 mai 1787, il eut l'honneur d'être présenté au roi (Louis XVI) et d'être « monté dans les voitures de sa majesté ». Il vota aux assemblées de la noblesse pour l'élection des députés aux États généraux de 1789.
Il quitte le service pour « se livrer à la culture des arts et de la littérature, il était l'amateur le plus distingué de son temps dans la peinture de paysage ». Il fréquentait l'atelier du peintre d'histoire Philippe Chéry. Il était collectionneur de tableaux, cette collection fut continuée par son fils Alexandre, et fut vendue au roi Louis-Philippe Ier en 1840.
Pour remplir ses fonctions de courtisan et pour être plus près de Versailles, Il achète le fief et château du Rancy à Bonneuil-sur-Marne à proximité de Paris en 1788, il possédait « une bibliothèque extrêmement riche et un atelier de peintre où il faisait des portraits d'amis et de famille »,. Il confie son château familial de Senonnes en Mayenne au soin d'un intendant : Cyr Nicolas du Crest de Lorgerie.
Il était sur le point de recevoir la charge de Grand-veneur de son Altesse Royale Monsieur le comte de Provence quand la Révolution éclata.

### Arrestation et condamnation
Le marquis de Senonnes et sa femme Suzanne Drouillard de la Marre sont dénoncés par un de leurs domestiques nommé Henri Petôt, ils sont arrêtés par le comité de surveillance de la section des Arcis (ou figure Philippe Chéry) dans leur propriété du château de Rancy, puis transférés à la prison de la Conciergerie le 16 mars 1793.
D'après un rapport du comité de surveillance de Bonneuil-sur-Marne du 12 germinal An II ; « Le nommé Marquis de Lamotte-Barace en septembre 1791 reçut dans sa maison de campagne de Bonneuil cinq à six seigneurs de l'Anjou et que de là ils partirent pour Coblentz ».
Le tribunal révolutionnaire accuse ; « le citoyen Senonnes d'avoir séjourné à Coblentz, quartier général de la contre-révolution, de Noël 1791 à Pâques 1792 pour rejoindre les princes français, d'avoir logé chez lui sa belle-sœur Malherbe (née Drouillard) femme d'émigré dont les meubles et argenterie armoriée ont été soustraits à la Nation, et l'abbé Fremin accusé de propos inciviques, de s'être fait délivrer un passeport à Bonneuil pour se rendre dans ses terres d'Anjou mais que contrairement à ce désir exprimé de s'être rendu au Havre avec sa femme et sa belle-sœur vers le 15 septembre 1792 ».
On l'accuse d'avoir ordonné à son jardinier Hubert; « d'enterrer dans le jardin de Bonneuil une caisse en noyer contenant des papiers de famille et des titres de noblesse, et sur ordre de la marquise d'avoir jeté dans le puits du château ; deux calices, un couteau de chasse portant l'inscription 'Vive le roi", deux pistolets dont l'un était chargé, des couteaux en argent, deux médaillons l'un représentant Louis XVI, l'autre Marie-Antoinette avec au dos des vers à la louange des monarques. ». De plus d'autres faits incriminants au yeux du tribunal; plusieurs membres de sa famille; ses beaux-frères ; le marquis Paul de Malherbe, le comte d'Avoynes, une sœur Drouillard, et des cousins; les de la Chevrière, avaient émigré ou prirent part à la chouannerie.
Le tribunal accuse sa femme ; « La citoyenne Drouillard d'avoir pleuré le 21 janvier 1793 en disant ; notre père est mort! Elle a désiré le succès de l'armée royaliste…… »
Pour sa défense le marquis de Senonnes affirme; qu'il « était en effet parti sur les bords du Rhin le 25 décembre 1791 mais comme amateur de peinture et qu'il était passé à Coblentz et revenu par la Moselle longtemps avant l'expiration du délai fixé par la loi qui rappelait les absents... » Il ajoute; « Je suis donc rentré en France sur la foi d'un texte légal et avec la confiance que m'inspirait ce texte auquel j'ai voulu obéir. Vous ne pouvez en conscience me punir aujourd'hui parce que j'ai obéi à la loi... » En ce qui concerne le voyage au Havre il déclara qu'il « se rendait au-devant de ses deux beaux-frères Drouillard, habitant l'île de Saint-Domingue et qui devaient rentrer en France par le Havre, ma femme et mes belles-sœurs avaient subi d'énormes pertes d'argent dans cette île en révolte et nous étions anxieux de savoir au juste ce qui en résultait... » (on le soupçonne d'avoir voulu faire une tentative d'embarquement pour l'Amérique).,
L'accusateur public Fouquier-Tinville requit la peine de mort pour le citoyen et la citoyenne Senonnes pour « intelligences avec les ennemis extérieur et intérieur de la République » et l'obtint a l'unanimité. Ils furent tous deux exécutés le 18 Germinal An IIsur la place de la Concorde à Paris,,.
En 1818, sous la Restauration son fils le vicomte Alexandre de la Motte-Baracé de Senonnes fit ériger dans l'église de la ville de Senonnes un cénotaphe en marbre blanc avec deux bustes en bas-relief, réalisé par le sculpteur Bernard Lange ; « à l'antique avec rangs d'oves et de perles, urnes étrusques, branches de saule et masques tragiques » dédié à la mémoire de ses parents « assassinés »,.

## Galerie

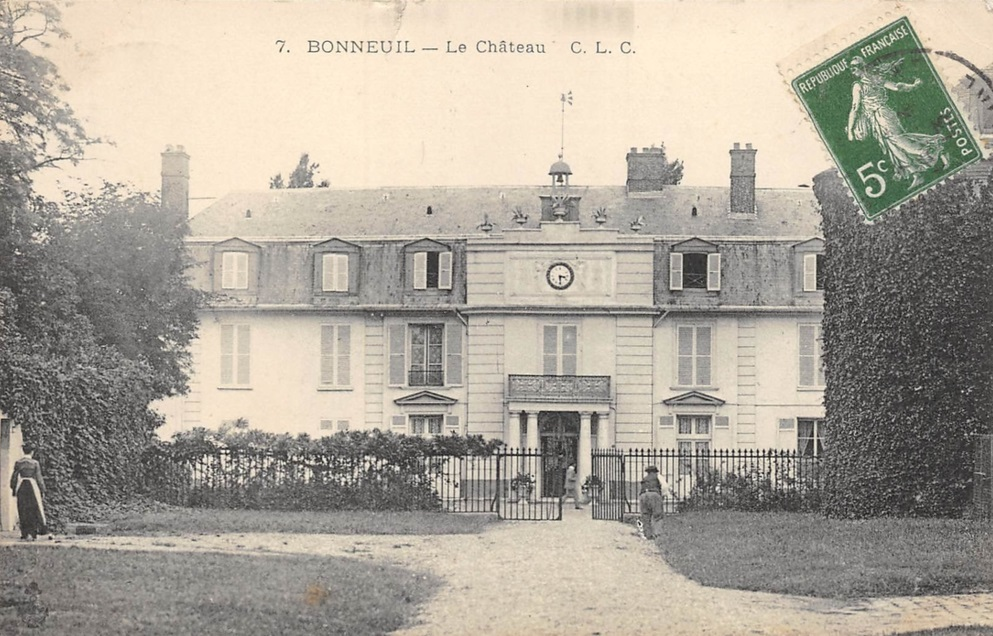
Le château du Rancy à Bonneuil-sur-Marne propriété du marquis de Senonnes vers 1787
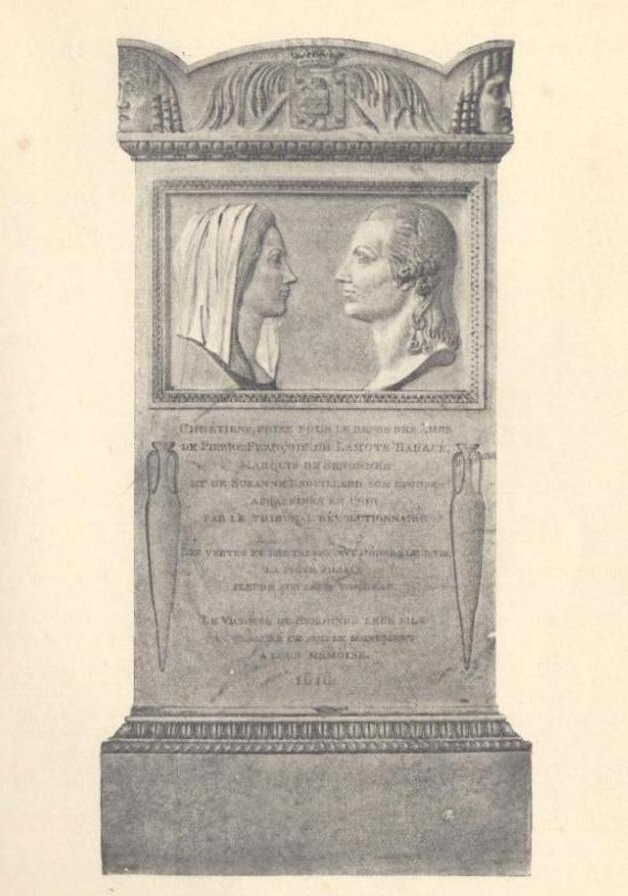
Image du cénotaphe érigé en 1818 dans l'église de Senonnes à la mémoire du marquis et la marquise de Senonnes.
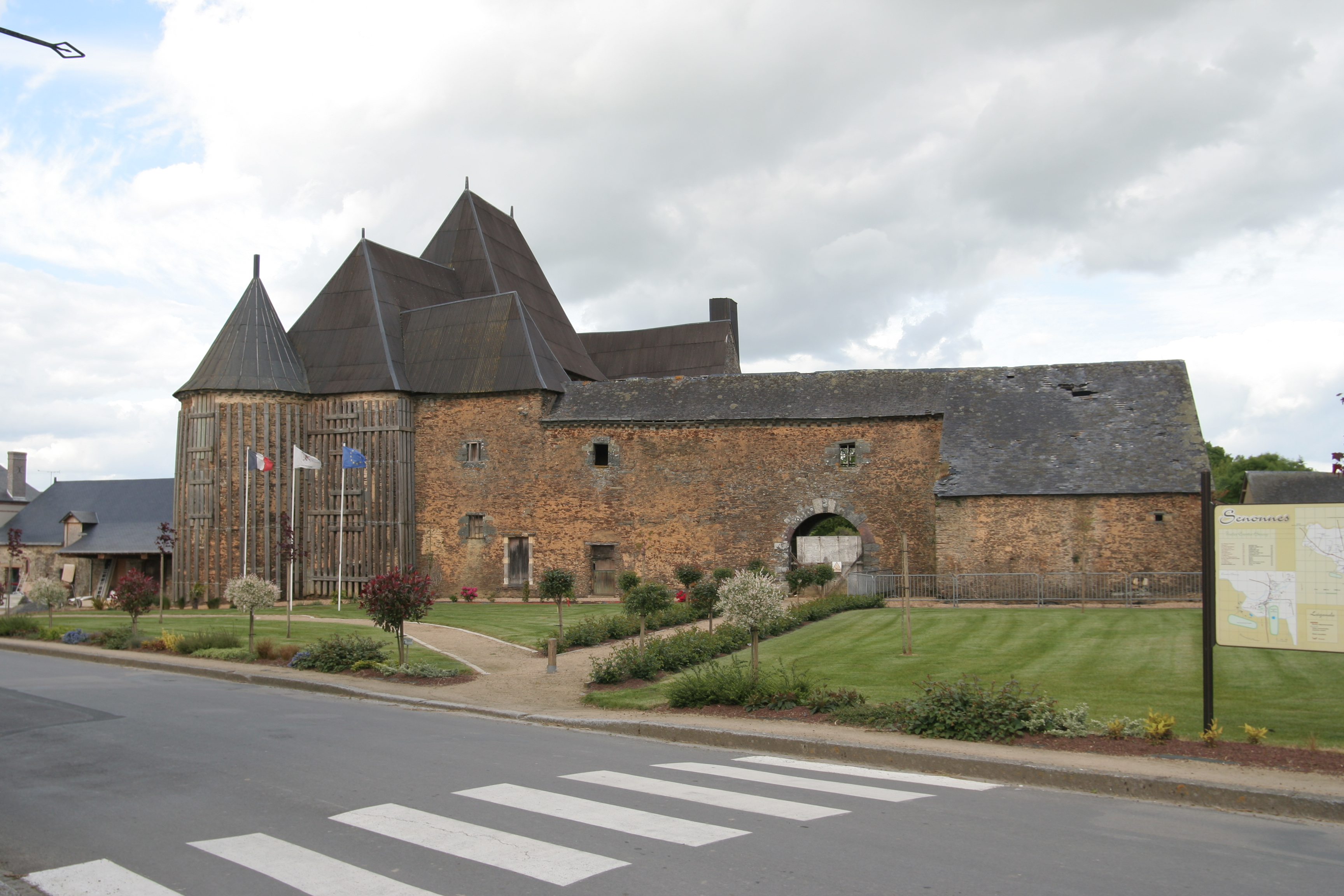
Château de Senonnes